# Pratt (Kansas)
Pratt és una població dels Estats Units a l'estat de Kansas. Segons el cens del 2000 tenia 6.570 habitants.

## Demografia
Segons el cens del 2000, Pratt tenia 6.570 habitants, 2.839 habitatges, i 1.780 famílies. La densitat de població era de 341,9 habitants/km².
Dels 2.839 habitatges en un 29,3% hi vivien nens de menys de 18 anys, en un 51,3% hi vivien parelles casades, en un 8,9% dones solteres, i en un 37,3% no eren unitats familiars. En el 34,1% dels habitatges hi vivien persones soles el 16,4% de les quals corresponia a persones de 65 anys o més que vivien soles. El nombre mitjà de persones vivint en cada habitatge era de 2,26 i el nombre mitjà de persones que vivien en cada família era de 2,91.
Per edats la població es repartia de la següent manera: un 24,3% tenia menys de 18 anys, un 8,4% entre 18 i 24, un 24,3% entre 25 i 44, un 22% de 45 a 60 i un 20,9% 65 anys o més.
L'edat mediana era de 41 anys. Per cada 100 dones de 18 o més anys hi havia 84,7 homes.
La renda mediana per habitatge era de 33.646 $ i la renda mediana per família de 42.412 $. Els homes tenien una renda mediana de 31.186 $ mentre que les dones 20.640 $. La renda per capita de la població era de 17.486 $. Entorn del 7,1% de les famílies i el 10,3% de la població estaven per davall del llindar de pobresa.

## Poblacions més properes
El següent diagrama mostra les poblacions més properes.